# مانيشا مالهوترا
مانيشا مالهوترا مواليد 19 سبتمبر 1976 في مومباي، هي لاعبة كرة مضرب هندية سابقة بدأت مسيرتها كمحترفة سنة 1996 وكانت تلعب باليد اليمنى، اعتزلت اللعب في 2004. أعلى تصنيف لها في الفردي كان المركز الـ 314 في سنة 2003. أعلى تصنيف لها في الزوجي كان المركز الـ 149 في سنة 2002. سبق أن شاركت في دورة الألعاب الأولمبية الصيفية.

## روابط خارجية
- مانيشا مالهوترا على موقع رابطة محترفات التنس (الإنجليزية)
- مانيشا مالهوترا على موقع الاتحاد الدولي لكرة المضرب (الإنجليزية)
- مانيشا مالهوترا على موقع كأس بيلي جين كينغ (الإنجليزية)
- مانيشا مالهوترا على موقع خلاصة التنس.كوم (الإنجليزية)
- مانيشا مالهوترا على موقع أوليمبيديا (الإنجليزية)